# Йозеф Шольмер
Йозеф Шольмер (нім. Joseph Schölmerich, 19 серпня 1913 Касбах-Оленберг, — 1 квітня 1995 Гузум) — німецький лікар, соціаліст. Жертва націонал-соціалізму та сталінізму.
Пробув чотири роки в совєтському концентраційному таборі на Воркуті і в 1954 році вернувся до Західньої Німеччини. Шольмер написав книгу німецькою мовою «Мертві повертаються» (Кельн, 1954), яка була перекладена на англійську мову під заголовком «Vorkuta» (Нью-Йорк, 1955).  